# 185e division parachutiste Folgore
La 185e division parachutiste Folgore (en italien : 185ª Divisione Paracadutisti Folgore) était une unité de parachutistes italiens pendant la Seconde Guerre mondiale.

## Historique
Formée en septembre 1941, comme la 1 Divisione Paracadutisti, cette division devait être utilisée lors de l'opération Hercule — l'invasion planifiée de Malte par les Italiens — mais elle fut finalement envoyée en Afrique du Nord lorsque cette opération fut annulée.
Transformée en unité terrestre, elle prit part à la seconde bataille d'El Alamein, au cours de laquelle elle résista héroïquement à des forces très supérieures en nombre : les Rats du désert de la 7e division blindée (Royaume-Uni), deux divisions d'infanterie britannique et une brigade française, soit environ 50 000 hommes, 400 pièces d'artillerie et 600 véhicules divers. Elle fut presque intégralement détruite lors de sa reddition le 5 novembre 1942 ; elle ne comptait plus que 32 officiers et 262 soldats.
Après la guerre, elle est reconstituée en tant que brigade parachutiste Folgore.

## Ordre de bataille
- - 185e régiment d'infanterie Folgore
    - II bataillon parachutiste
    - III bataillon parachutiste
    - IV bataillon parachutiste
    - compagnie d'artillerie

  - 186e régiment d'infanteriet Folgore
    - V bataillon parachutiste
    - VI bataillon parachutiste
    - VII bataillon parachutiste
    - compagnie d'artillerie

  - 187e régiment d'infanterie Folgore
    - VIII bataillon parachutiste (transformé en unité de sapeurs parachutiste en mai 1942)
    - IX bataillon parachutiste
    - X bataillon parachutiste
    - compagnie d'artillerie

  - 185e régiment d'artillerie Folgore
    - I groupe d'artillerie parachutiste
    - II groupe d'artillerie parachutiste
    - III groupe d'artillerie parachutiste

## Sources
- (en) Cet article est partiellement ou en totalité issu de l’article de Wikipédia en anglais intitulé « 185 Airborne Division Folgore » (voir la liste des auteurs).
- (pl) Parachute landing troops on Kefalonia.